# Centro de Primates de Alemania

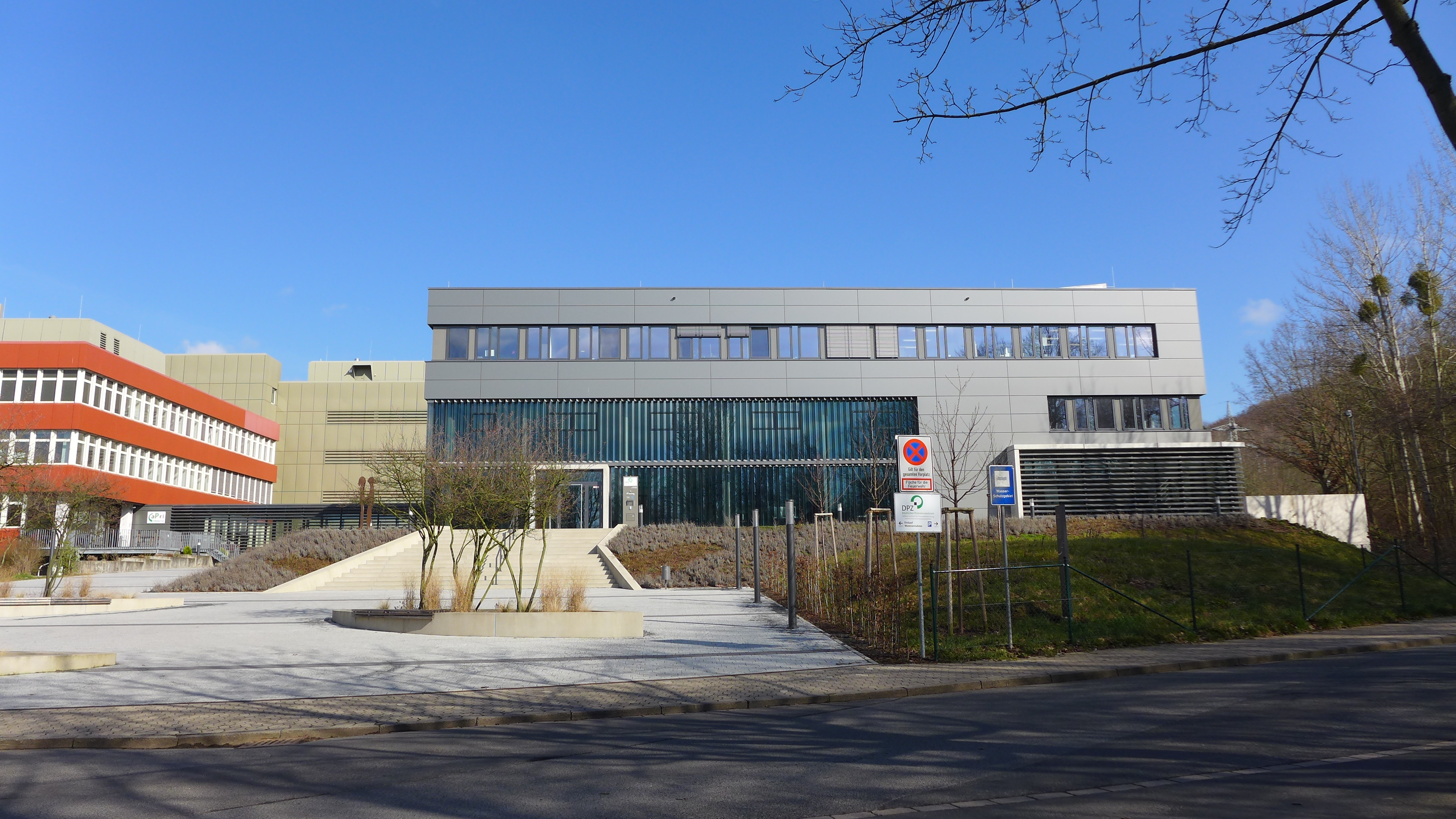
DPZ.

El Centro de Primates de Alemania (en alemán: Deutsches Primatenzentrum, DPZ, fundado en 1977) es un instituto independiente de investigación y servicio sin fines de lucro ubicado en Göttingen. Es miembro de la Comunidad científica de Gottfried Wilhelm Leibniz y está financiado por el gobierno federal y por los estados de Alemania. Además, alrededor del 40% del presupuesto total de 15 millones de € proviene de subvenciones.
Las funciones y servicios de la DPZ se concentran en la investigación biológica y biomédica en y con primates e incluyen el estudio y el mantenimiento de poblaciones de primates en libertad y mejoras en la cría de primates en el cuidado humano.
La misión de la DPZ es servir como un centro de excelencia para la investigación con primates y como un centro de servicio y competencia para las instituciones en Alemania y en el extranjero que albergan primates y/o investigaciones relacionadas con primates (por ejemplo, laboratorios académicos y jardines zoológicos). El centro está organizado en tres secciones: Biología de Primates Organísmicos, Neurociencias e Investigación de Infecciones.
El DPZ está cooperando estrechamente con la Universidad de Göttingen y el local Instituto Max-Planck. Los jefes de los departamentos ejercen la cátedra en la Universidad de Göttingen o en la Facultad de Medicina Veterinaria en Hannover.
Actualmente, alrededor de 1400 monos de nueve especies (incluyendo rhesuses, lémures de cola anillada, titís comunes, babuinos de anubis, así como macacos), viven en el  criadero de animales   de la DPZ. Parte de ellos son necesarios para la investigación en la DPZ o se proporcionan a otros institutos científicos financiados con fondos públicos. Además de la investigación, el centro ofrece exámenes y tratamientos de primates como un servicio para científicos, instituciones, empresas y zoológicos.